# Musikanos
Musikanos († 325 v. Chr.) war ein Stammesfürst des antiken indischen Volks der Musikaner. Er leistete den Truppen Alexanders des Großen während dessen Indienfeldzug Widerstand und wurde getötet.

## Leben
Über den familiären Hintergrund und das frühe Leben des Musikanos ist nichts bekannt. Er herrschte über den Stamm der Musikaner; sein Reich erstreckte sich über eine südwestlich des Gebiets der Sogder gelegene fruchtbare Landschaft am rechten Ufer des unteren Indus. Der Alexanderhistoriker Onesikritos, der Alexander auf seinem Feldzug begleitete, lobte in seinem bis auf Fragmente verlorenen Geschichtswerk die sittlich hochstehenden Einrichtungen der Musikaner. Die lokale Macht des Musikanos dürfte beträchtlich gewesen sein, da er u. a. den benachbarten Fürsten Sambos untertänig machen konnte.
Als Alexander der Große nach der durch sein Heer erzwungenen Umkehr während seines Indienfeldzugs mit seinen Truppen im Frühjahr 325 v. Chr. den unteren Indus entlangzog, gehörte Musikanos offenbar zu den dortigen indischen Stammesfürsten, die sich ihm nicht ohne Weiteres unterwerfen wollten. Er schickte jedenfalls keine Gesandte mit Geschenken zu Alexander, als sich dieser seinem Reich näherte. Der makedonische König wollte daraufhin militärisch gegen Musikanos vorgehen und hatte fast schon die Grenzen von dessen Territorium erreicht, als Musikanos, rechtzeitig darüber informiert, doch noch rasch bei Alexander erschien und seine Unterwerfung anbot. Bei dieser Gelegenheit brachte er reiche Geschenke mit, so u. a. Viergespanne, Textilien, Schlangenhäute sowie gezähmte Tiger und Löwen. Alexander bestätigte Musikanos in seiner Herrschaft, ließ aber durch seinen Feldherrn Krateros die Zitadelle von Musikanos’ Hauptstadt befestigen und eine makedonische Garnison hineinlegen.
Dass Musikanos nun unter makedonischer Oberherrschaft regieren musste, missfiel ihm. Als sich Alexander noch im Gebiet des Nachbarfürsten Sambos aufhielt, revoltierte Musikanos – auch auf Drängen antimakedonisch gesinnter Brahmanen – bereits gegen ihn. Deshalb marschierte Alexander erneut gegen sein Reich. Musikanos floh und wurde im Auftrag Alexanders vom Satrapen Peithon verfolgt. Inzwischen verwüstete der Makedonenkönig einige Städte der Musikaner, während er in andere makedonische Besatzungen platzierte. Peithon gelang es, Musikanos gefangen zu nehmen, woraufhin er ihn Alexander vorführte. Der Makedonenkönig ordnete an, dass Musikanos sowie jene Brahmanen, die diesen zum Aufstand angespornt hatten, aufgehängt werden sollten. Entgegen dieser vom Alexanderhistoriker Arrian überlieferten Hinrichtungsart des Musikanos gibt Alexanders Biograph Curtius Rufus an, dass der indische Stammesfürst den Tod durch Kreuzigung gefunden habe. Ohne Erwähnung der speziellen Hinrichtungsmethode berichtet auch der Geschichtsschreiber Diodor, dass Alexander Musikanos töten ließ und dessen Land unterjochte.